# 南京地铁16号线
南京地铁16号线，为江苏省南京市地铁线网拟规划中的一条线路，线路起讫站为机场跑道旧址站和板桥南站。

## 线路站点
拟规划的南京地铁16号线，全长25.162km，在雨花台区境内线路长度为23.3km，沿板桥中心向东敷设，经工农河路-新湖大道-管道路-宁丹路-铁心桥大道-软件大道，终止于红花机场站。
在雨花台区境内起点为玉兰路站终点为梅钢站，计划设置车站14个，分别是玉兰路站、花神庙站、软件大道站、铁心桥站、银杏山庄站、大定坊站、梅苑南路站、梅欣路站、西善花苑站、华新路站、花生唐广场站、板桥东站、板桥南站、梅钢站，全部为地下线。
2019年10月17日，南京地铁6号线先建段工可获江苏省发改委批复，同时江苏省发改委透露，南京地铁6号线先建段红花机场站，可换乘拟规划的南京地铁16号线。